# Trichardt
Trichardt este un oraș din Africa de Sud.